# Lebane
Pour l’article homonyme, voir Lebane (Pristina).
Lebane (en serbe cyrillique : Лебане) est une ville et une municipalité de Serbie situées dans le district de Jablanica. Au recensement de 2011, la ville comptait 9 122 habitants et la municipalité dont elle est le centre 21 802.

## Géographie
Lebane se situe au sud-est de la Serbie au confluent des rivières Jablanica et Šumanska reka. La ville est entourée par les monts Radan et Majdan à l'ouest, Jablanica au nord-ouest, Kremen au nord, Kukavica au sud-est et Goljak, plus loin au sud. La partie la plus orientale de la municipalité se trouve dans la dépression de Leskovac.

## Localités de Lebane

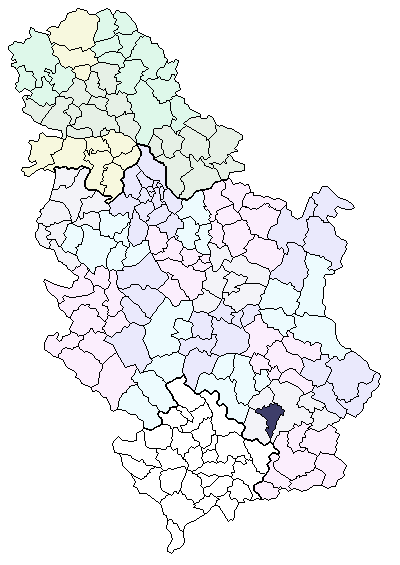
Localisation de la municipalité de Lebane en Serbie

La municipalité de Lebane compte 39 localités :
| - Bačevina - Bošnjace - Buvce - Veliko Vojlovce - Geglja - Goli Rid - Gornje Vranovce - Grgurovce - Donje Vranovce - Drvodelj | - Ždeglovo - Klajić - Konjino - Krivača - Lalinovac - Lebane - Lipovica - Lugare - Malo Vojlovce - Nova Topola | - Novo Selo - Pertate - Petrovac - Popovce - Poroštica - Prekopčelica - Radevce - Radinovac - Rafuna - Svinjarica | - Sekicol - Slišane - Togočevce - Ćenovac - Cekavica - Šarce - Šilovo - Štulac - Šumane |

Lebane est officiellement classée parmi les « localités urbaines » (en serbe : градско насеље et gradsko naselje) ; toutes les autres localités sont considérées comme des « villages » (село/selo).

## Démographie

### Ville

#### Évolution historique de la population dans la ville
| 1948  | 1953  | 1961  | 1971  | 1981  | 1991  | 2002   | 2011  |
| ----- | ----- | ----- | ----- | ----- | ----- | ------ | ----- |
| 1 975 | 2 103 | 2 617 | 5 889 | 7 966 | 9 528 | 10 004 | 9 122 |

## Politique

### Élections locales de 2004
À la suite des élections locales serbes de 2004, les sièges de l'assemblée municipale de Lebane se répartissaient de la manière suivante :
| Parti                                         | Sièges |
| --------------------------------------------- | ------ |
| Parti démocratique populaire                  | 4      |
| Parti radical serbe                           | 4      |
| G17 Plus                                      | 3      |
| Mouvement Force de la Serbie                  | 3      |
| Mouvement serbe du renouveau                  | 3      |
| Parti socialiste de Serbie                    | 3      |
| Parti démocratique de Serbie                  | 2      |
| Liste « Pour un meilleur avenir »             | 2      |
| Alternative démocratique - Sociaux démocrates | 1      |
| Coalition : Libéraux de Serbie…               | 1      |
| Nouvelle Serbie                               | 1      |

### Élections locales de 2008
À la suite des élections locales serbes de 2008, les 31 sièges de l'assemblée municipale de Lebane se répartissaient de la manière suivante :
| Parti                                                                         | Sièges |
| ----------------------------------------------------------------------------- | ------ |
| Parti radical serbe                                                           | 10     |
| Parti démocratique                                                            | 7      |
| Coalition « Ensemble »                                                        | 6      |
| Parti démocratique de Serbie                                                  | 3      |
| Nouvelle Serbie                                                               | 3      |
| Parti socialiste de Serbie - Parti des retraités unis de Serbie - Serbie unie | 2      |

Mića Stanković, membre du Parti démocratique du président Boris Tadić, a été élu président (maire) de la municipalité ; il était à la tête de la coalition Pour une Serbie européenne, soutenue par le président Tadić.

## Sport
Lebane possède un club de football, le FK Radan.

## Éducation
Parmi les établissements d'études secondaires de Lebane, on peut citer le Lycée Stojan Ljubić (en serbe : Gimnazija Stojan Ljubić - Lebane) et l'École technique (en serbe : Srednja Tehnička Škola Lebane).

## Économie
La situation économique de la municipalité de Lebane est devenue particulièrement difficile, notamment celle de l'industrie textile, avec des entreprises comme 15. maj − Eksportekst (laine), Trikotaža, Kožara (cuir) et de la métallurgie, comme 1. maj. La société 8. novembar travaille dans la vente de détail de produits alimentaires. Parmi les autres entreprises de la ville, on peut citer Polet, DGP Radan et Zdravlje-Pogon tube i doze.

## Tourisme

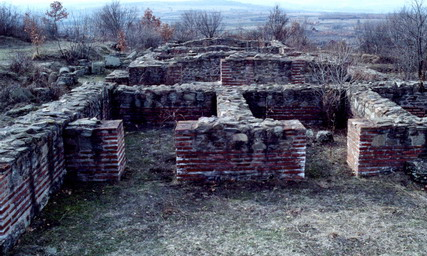
Justiniana Prima

Le site archéologique byzantin de Caričin Grad (en latin : Justiniana Prima) est situé à 7 km de Lebane, sur le mont Radan ; siège d'un important évêché dans la province d'Illyricum, la cité fut construite à l'époque de l'empereur Justinien vers 530 et elle prospéra jusqu'en 615, année où elle fut détruite par les Avars.